# Frédéric Lordon

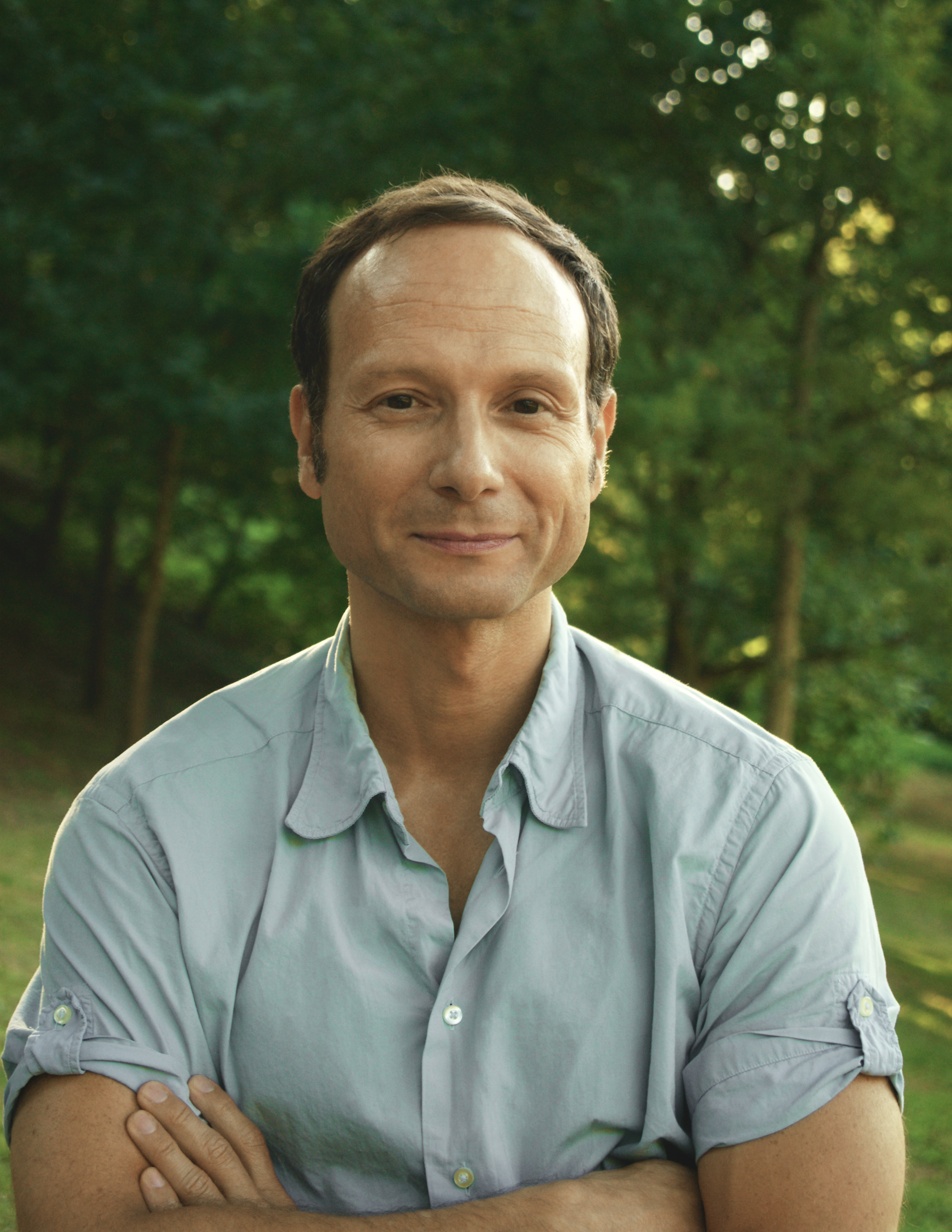
Frédéric Lordon

Frédéric Lordon (* 15. Januar 1962) ist ein französischer Soziologe und Wirtschaftswissenschaftler.

## Leben
Lordon ist Directeur de recherche am Centre national de la recherche scientifique und forscht am Centre européen de sociologie et de science politique der Université Paris 1 Panthéon-Sorbonne. Er beschäftigt sich mit Problemen der Wirtschaftssoziologie. Politisch engagiert er sich gegen den Neoliberalismus als Wirtschaftsform. Wie François Ruffin gilt auch er als einer der intellektuellen Köpfe von Nuit debout.

## Veröffentlichungen
- Fonds de pension, piège à cons? Mirage de la démocratie actionnariale, Éditions Raison d’Agir, 2000
  - «Aktionärsdemokratie» als soziale Utopie?, VSA-Verlag, Hamburg, 2003[4]
- Et la vertu sauvera le monde… Après la débâcle financière, le salut par l’«éthique»?, Éditions Raison d’Agir, 2003
- L’intérêt souverain. Essai d’anthropologie économique spinoziste, Éditions La Découverte, 2006
- Jusqu’à quand? Pour en finir avec les crises financières, Éditions Raison d’Agir, 2008
- La crise de trop - Reconstruction d’un monde failli, Fayard, 2009
- Capitalisme, désir et servitude : Marx et Spinoza, La Fabrique, 2010
- D’un retournement l’autre. Comédie sérieuse sur la crise financière. En quatre actes et, en alexandrins, Éditions du Seuil, 2011
- La Société des affects. Pour un structuralisme des passions, Éditions du Seuil, Collection «L’Ordre philosophique», 2013
- La Malfaçon. Monnaie européenne et souveraineté démocratique, Les Liens qui Libèrent, 2014
- Imperium. Structures et affects des corps politiques, La Fabrique, 2015
- On achève bien les Grecs, Les liens qui libèrent, 2015
- Les Affects de la politique, Éditions du Seuil, 2016
- La Condition anarchique, Éditions du Seuil, 2018
- Vivre sans ? : Institutions, police, travail, argent..., La Fabrique, 2019
- Figures du communisme, La Fabrique, 2021